# Opération Sheepskin
 (décembre 2022).
L'opération Sheepskin était une opération militaire britannique dans les Caraïbes, visant à rétablir la domination britannique sur l'île d'Anguilla, après que l'île se soit déclarée république indépendante. Le gouvernement britannique a dépêché deux navires de la Royal Navy et 300 soldats du 2e bataillon du régiment de parachutistes (en) et 22 officiers de la Metropolitan Police pour rétablir l'ordre sur l'île. L'opération a été un succès et les troupes britanniques n'ont rencontré aucune résistance de la part des insulaires, car ils avaient voulu que l'île reste un territoire britannique mais en association directe avec la Grande-Bretagne, distincte de Saint-Christophe-et-Niévès, dont ils faisaient partie.

## Contexte
Le 27 février 1967, la Grande-Bretagne accorde au territoire de Saint-Christophe-Niévès-Anguilla le statut d'"État associé", doté d'une constitution propre et d'un degré considérable d'autonomie. Tout au long de son histoire, Anguilla était un territoire négligé avec une petite population connue pour sa pauvreté, ses conditions de vie difficiles et ses terres arides impropres à l'agriculture à grande échelle. En 1967, la situation sur l'île restait difficile, contrairement à la plupart de leurs voisins insulaires, Anguilla manquait d'électricité, d'eau potable et les routes étaient gravement inadéquates. La négligence et les conditions difficiles ont été aggravées par l'association avec Saint-Christophe-et-Niévès, car la plupart de l'aide et du développement sont allés à l'île principale de Saint-Christophe. Le ministre en chef et plus tard premier ministre de Saint-Christophe-Niévès-Anguilla, Robert Bradshaw, n'a pas arrangé les choses en exprimant son dédain pour l'île et ses habitants. Cela a conduit la plupart des anguillais à considérer Bradshaw comme autoritaire et beaucoup ont estimé qu'il privait injustement la petite île de revenus, d'investissements et d'infrastructures. De nombreux anguillais se sont vigoureusement opposés à la soumission politique continue à Saint-Christophe-et-Niévès, et le 30 mai (connu sous le nom de jour d'Anguilla), la police de Saint-Christophe-et-Niévès a été expulsée de l'île. Le gouvernement provisoire a demandé l'administration des États-Unis, qui a été refusée. Le 9 juin 1967, une attaque contre Saint-Christophe-et-Niévès a été lancée par un groupe de 18 anguillais par bateau pour renverser le gouvernement. Le coup d'État a été un échec car seuls 12 hommes ont débarqué, dont 5 ont été capturés et ont ensuite été jugés. Le 11 juillet 1967, un référendum sur la sécession d'Anguilla (en) de l'État naissant a eu lieu. Les résultats ont été 1 813 votes pour la sécession et 5 contre. Une déclaration d'indépendance (écrite principalement par le professeur de droit de Harvard Roger Fisher (en)) a été lue publiquement par Walter Hodge déclarant Anguilla comme une république indépendante. Le 11 mars 1969, le gouvernement britannique envoie William Whitlock, un ministre subalterne, en tant qu'envoyé diplomatique à Anguilla dans le but de résoudre le conflit et d'établir une administration britannique intérimaire. La proposition de Whitlock a été rejetée en partie à cause de son traitement des anguillais locaux. Bien qu'il ait été accueilli avec des drapeaux britanniques et des chants de "God Save the Queen", Whitlock était sec et dédaigneux. Ses méthodes diplomatiques comprenaient un bref discours condescendant, jetant négligemment des tracts sur une foule rassemblée, reconnaissant à peine le chef du gouvernement local, refusant le service de cortège organisé pour lui et snobant les plans qu'il avait faits pour déjeuner avec le chef local Ronald Webster. Whitlock et sa délégation ont ensuite été expulsés de l'île sous la menace d'une arme. Whitlock est retourné en Grande-Bretagne, rapportant l'épreuve et décrivant à tort l'île comme étant dirigée par un gangstérisme mafieux et une influence étrangère.

## Opération
Le 19 mars 1969, un contingent de 300 soldats du 2e bataillon du régiment de parachutistes et plus de 22 officiers de la London Metropolitan Police ont atterri pacifiquement par hélicoptère et péniche de débarquement sur l'île depuis les deux frégates, apparemment pour "rétablir l'ordre". Pas un seul coup de feu n'a été tiré pendant l'opération et les troupes britanniques ont été accueillies par des journalistes étrangers et des anguillais. L'invasion a suscité l'indignation de certains anguillais mais les soldats n'ont rencontré aucune résistance et n'ont trouvé aucun élément d'intimidation, de présence mafieuse ou même des armes à feu attendues. Les soldats britanniques ont ensuite travaillé sur une campagne "des cœurs et des esprits" pendant leur séjour sur l'île pour améliorer les relations avec les insulaires. Six semaines après l'opération, les premiers parachutistes sont rapatriés en Grande-Bretagne et une deuxième force de parachutistes (la compagnie B) est restée sur l'île jusqu'au 14 septembre 1969 pour maintenir la sécurité. L'invasion a suscité la colère et le ridicule dans le pays et à l'étranger, la presse mondiale l'ayant surnommée "la baie des porcelets". L'invasion était un embarras mondial de relations publiques, contribuant à la défaite d'Harold Wilson aux élections générales de 1970. Finalement, les insulaires étaient satisfaits de la situation politique et plus aucun conflit civil n'a eu lieu après l'opération. Anguilla a officiellement fait sécession de Saint-Christophe-et-Niévès en 1980. L'île reste un territoire britannique à ce jour.